# Stara Wieś (Hrubieszów)
Pour les articles homonymes, voir Stara Wieś.
Stara Wieś (prononciation : [ˈstara ˈvjɛɕ]) est un village polonais de la gmina de Mircze dans le powiat de Hrubieszów de la voïvodie de Lublin dans l'est de la Pologne, à la frontière avec l'Ukraine.
Il se situe à environ 8 kilomètres au sud-ouest de Mircze (siège de la gmina), 25 kilomètres au sud de Hrubieszów (siège du powiat) et 116 kilomètres au sud-est de Lublin (capitale de la voïvodie).
Le village comptait approximativement une population de 557 habitants en 2007.

## Histoire
De 1975 à 1998, le village est attaché administrativement à la voïvodie de Zamość.

Depuis 1999, il fait partie de la voïvodie de Lublin.